# Euxoa rufescens
Euxoa rufescens är en fjärilsart som beskrevs av Dadd 1927. Euxoa rufescens ingår i släktet Euxoa och familjen nattflyn. Inga underarter finns listade i Catalogue of Life.